# Napacho
Napacho (auch Nakopi) ist ein Verwaltungsbezirk (englisch Ward) des Distrikts Nanyumbu in der tansanischen Region Mtwara.

## Geografie
Napacho liegt im Südosten von Tansania etwa 30 Kilometer südwestlich der Distrikthauptstadt Mangaka. Das größte Gewässer ist der Rovuma, der die Südgrenze bildet. Die Entwässerung des Gebietes erfolgt durch dessen linken Nebenfluss Lukwamba. Der Bezirk grenzt im Norden an Lumesule und Michiga, im Nordosten an Likokona und Mangaka, im Osten an Chipuputa, im Südosten an Masuguru, im Süden an Mosambik und im Westen an die Region Ruvuma.  Bei der Volkszählung 2022 lebten 13.759 Menschen in 3976 Haushalten auf einer Fläche von 806 Quadratkilometern.

## Gliederung
Der Bezirk besteht aus sechs Gemeinden (Mtaa) mit 33 Orten (Kitongoji):
| Nakopi - Bwawani - Mchundi - Mikangaula - Muungano - Kilimahewa - Tukae Wote - Mikangaula B | Kazamoyo - Kazamoyo - Mwenge - Mtakuja - Shuleni - Kilimahewa - Liunga | Mburusa - Ofisini - Msikitini - Kanisani - Ghalani - Misufini - Nambunda - Shuleni | Mpombe - Mwenge - Shuleni - Bondeni - Ghalani - Msikitini - Mtemaupinde - Legezamwendo | Ndechela - Ndechela - Mitonga | Chimika - Masasi - Mtwara - Chimika - Erevuka |

## Infrastruktur
- Bildung: Die Napacho Secondary School ist die einzige weiterbildende Schule des Bezirks.[8] Es ist eine staatliche Tagesschule mit einer Ausbildung bis zur 4. Stufe.[9]
- Gesundheit: Im Bezirk gibt es staatliche Apotheken in den Gemeinden Nakopi, Kazamoyo und Mburusa.[10][11][12]